# جان أولي جيرستر
جان أولي جيرستر (بالألمانية: Jan-Ole Gerster) (و. 1978  م) هو مخرج أفلام، وكاتب سيناريو ألماني، ولد في هاغن.

## جوائز
حصل على جوائز منها:
- رومي  [لغات أخرى]‏.

## وصلات خارجية
- جان أولي جيرستر على موقع IMDb (الإنجليزية)
- جان أولي جيرستر على موقع مونزينجر (الألمانية)
- جان أولي جيرستر على موقع قاعدة بيانات الأفلام العربية
- جان أولي جيرستر على موقع قاعدة بيانات الأفلام العربية
- جان أولي جيرستر على موقع ألو سيني (الفرنسية)
- جان أولي جيرستر على موقع أول موفي (الإنجليزية)
- جان أولي جيرستر على موقع ديسكوغز (الإنجليزية)
- جان أولي جيرستر على موقع قاعدة بيانات الفيلم (الإنجليزية)
- جان أولي جيرستر على موقع كينوبويسك (الروسية)